# 陈嗣学
陈嗣学，清朝人，是一名清朝政治人物。
陈嗣学曾于1845年接替周沐润任奉贤县知县一职，1846年由邵琨接任。